# Жолудєв Олександр Олександрович
Олекса́ндр Олекса́ндрович Жо́лудєв (нар. 18 вересня 1982) — Капітан медичної служби Командування медичних сил Збройних сил України. Начальник травматологічного відділення Запорізького військового госпіталю. Лікар ортопед-травматолог вищої категорії. Відзначився у ході російського вторгнення в Україну.
Особисто  надає медичну допомогу військовослужбовцям з лінії бойового зіткнення, проводить хірургічні втручання пораненим з осколковими та кульовими вогнепальними ураженнями органів опорно — рухового арарату різного ступеня складності. Очолює травматологічне відділення госпіталя. Виконує весь спектр травматологічної допомоги, використовує артроскопічні методики, проводить ендопротезування великих суглобів, бере участь в ортопедичних корегуючих операціях та симультантних оперативних втручаннях при множинних пораненнях та політравмі. Також бере вагому участь в організації евакуації поранених.

## Життєпис
Народився в родині науковців немедичного профіля. Навчався в Бердянському медичному училищі на спеціальності «лікувальна справа» де отримав диплом з відзнакою та здобув кваліфікацію «фельдшер».
У 2007 році закінчив Факультет підготовки лікарів для Збройних Сил України Національного медичного університету імені О. О. Богомольця, отримав диплом з відзнакою та здобув кваліфікацію «лікар» .
Проходив інтернатуру на базі Запорізького державного медичного університету за спеціальністю «Ортопедія та травматологія».
Працював у КНП «Міська лікарня екстреної та швидкої медичної допомоги» ЗМР. на базі відділення травматології з ліжками політравми, де керував з 2019 по 2022 ургентною невідкладною службою відділення політравми.
Має додаткову спеціалізацію з дитячої ортопедії та травматології та ультразвукової діагностики. Пройшов міжнародні курси AO TRAUMA BASIS, AO TRAUMA ADVANCES та AO TRAUMA MASTERS, фахові курси з артроскопії, УЗД дослідження опорно-рухового апарата, реконструктивної хірургії кисті.
Одружений, має двох дітей.

## Нагороди
1. Орден Данила Галицького
2. Медаль «За військову службу Україні»
3. Відзнака Президента України «За оборону України»
4. Відзнака Міністерства Оборони України «Хрест медичних сил»
5. «Хрест турботи» — відзнака Запорізького військового госпіталю.
6. Відзнака Головнокомандувача Збройних Сил України «Хрест ВІЙСЬКОВА ЧЕСТЬ»
7. Орден Архистратига Михаїла